# Adolfo Castelo
Adolfo Castelo (Buenos Aires, 29 de agosto de 1935-Buenos Aires, 23 de noviembre de 2004) fue un humorista, periodista y conductor televisivo y radial argentino.

## Biografía
Los comienzos de Castelo tuvieron lugar en el periodismo gráfico y la radio. Fue maestro del humor absurdo y creador de memorables publicaciones; los últimos trabajos en gráfica antes de su muerte fueron en la revista Noticias, y el diario La Nación.
A fines de los años cincuenta, había trabajado junto a Jorge Vaccari, Adriana Paz y Anselmo Marini en el ciclo Las Ventajitas de Radio Rivadavia. En los años sesenta, condujo Bolsa de Gatos en Radio Continental junto a Fernando Salas y un ciclo de media hora que empezaba a las 2 de la madrugada (Castelo fue uno de los pioneros en el horario nocturno) en Radio Mitre. En este participaron personajes como Jordán de la Cazuela, Julián Delgado, Aldo Cammarota y Quino, el creador de Mafalda.
Junto a Alejandro Dolina, con quien protagonizó Claves para bajarse de la cama, creó el entrañable personaje «Washington Tacuarembó», un mago «oriental» (uruguayo) que realizaba sombras chinescas para los radioescuchas. En 1985, Castelo cocondujo junto a Dolina Qué extraño (por Rock & Pop), de lunes a viernes de 13 a 15 horas. Pero debido al escaso rating del programa, la emisora lo trasladó 12 horas, de una a tres de la madrugada. Así, Castelo también estuvo presente en el inicio del ciclo radial que dio nacimiento al exitoso programa de Dolina La venganza será terrible; fue durante 1985 en la madrugada de Radio el Mundo y se llamó Demasiado tarde para lágrimas.
A comienzos de los años ochenta participó del recordado programa televisivo Videoshow (El Trece), que conducía Enrique Llamas de Madariaga. El dato curioso es que la participación de Castelo en dicho programa era de espaldas a la cámara, y no se daba su nombre al aire. Esto era porque Castelo tenía la misión de contar «chimentos» políticos supuestamente confidenciales. En esa década, marcada por el regreso a la democracia, también participó de otros recordados programas de televisión como Semanario insólito (ATC, 1982-1983) y La Noticia Rebelde (ATC, 1986-1989). Por aquel entonces uno de sus principales amigos y socios fue el periodista y guionista Carlos Abrevaya (1949-1994). En esa década también participó del programa radial Primera Mano junto a Rolando Hanglin, y condujo La Vidriera y La Vidriera del verano, junto a Luisa Delfino todos por Radio Continental.
Además, se lo reconoce como uno de los mentores de Día D (1996-1997), programa conducido por Jorge Lanata en el cual se foguearían los principales protagonistas del periodismo argentino actual: Ernesto Tenembaum, el difunto Marcelo Zlotogwiazda, Adrián Paenza, María O'Donnell, Reynaldo Sietecase, Martín Caparrós y muchos otros.
En 1998 condujo el programa Gemelos junto con Horacio Cabak emitido por canal 9.
Durante el año 2000 dirigió otro programa televisivo con la impronta de La noticia rebelde: Medios locos, por canal 7, un programa producido por Gastón Portal, en el que se destacaban como panelistas Marcela Pacheco, Gisela Marziotta, Gillespi y Mex Urtizberea.
Entre sus últimos trabajos radiales se encuentra El ventilador, junto a Jorge Guinzburg y Carlos Ulanovsky. Después de participar en Turno Tarde condujo en Radio Del Plata, a partir de 2001, el programa Mirá lo que te digo junto a Luisa Valmaggia y Jorge Halperín. El programa pasó luego a Radio Mitre, momento en el que se incorporaron Lorena Maciel, Carlos Barragán, Gillespi y Marcelo Palacios.
En octubre de 2004, en una de sus últimas apariciones radiales, Castelo anunció que el Gobierno de la Ciudad de Buenos Aires, de la que era oriundo, lo había declarado ciudadano ilustre.
En 2003, a la vuelta de un viaje a Galicia —tierra natal de sus padres— se le diagnosticó un cáncer de pulmón, producto de su adicción al tabaco. Luchó contra este hasta que en junio de 2004 aseguró que había logrado superar la enfermedad. Pero el gran esfuerzo por combatirla generó complicaciones (una insuficiencia cardíaca) que dieron lugar a su muerte el 23 de noviembre de 2004, en Buenos Aires.
En 2010, un colegio de la ciudad de Córdoba —antes conocido como IPEM 336—, ahora lleva su nombre en conmemoración.

### Sus hijas periodistas
Desde 2009 a 2011, su hija Daniela dirigió el programa No se lo digas a nadie, por Radio Nacional (Buenos Aires), junto con su hermana Carla. Daniela falleció el 2 de febrero de 2011 por un aneurisma cerebral.

## Trayectoria

### Radio
Radio Belgrano
- Claves para bajarse de la cama

Radio Rivadavia
- Las Ventajitas
- Demasiado tarde para lágrimas

Radio 10
- El ombligo del mundo

Radio La Red
- Perdidos en las noticias

Radio Continental
- Bolsa de gatos
- Primera mano
- La Vidriera
- Uno por semana

Rock & Pop
- Demasiado tarde para lágrimas
- Rompecabezas

Radio América
- El Ventilador

Radio Mitre
- Plim caja (Mañanitas nocturnas)
- Turno tarde
- Mirá lo que te digo

Radio Del Plata
- Mirá lo que te digo

## Filmografía
- Cantaniño cuenta un cuento (1979)